# Campeonato Panamericano de Sóftbol Femenino de 2017
El Campeonato Panamericano de Sóftbol Femenino de 2017, es la IX edición del torneo femenino de sóftbol continental organizado por la Confederación Panamericana de Sóftbol, y que es disputado en la ciudad de Santo Domingo (República Dominicana), del 4 al 13 de agosto de 2017.
El torneo otorga cinco (5) cupos para el Campeonato Mundial de Sóftbol Femenino de 2018 a realizarse en Chiba, Japón. Igualmente, otorga 5 cupos para el torneo de sóftbol de los Juegos Panamericanos de 2019; y a la vez, 6 cupos (5 para la región centroamericana y del Caribe, y 1 para la región inglesa caribeña) para el torneo de sóftbol de los Juegos Centroamericanos y del Caribe de 2018.

## Participantes
El 14 de junio se anunciaron los 20 participantes del torneo: Pero a última hora, las selecciones de Jamaica y las Islas Turcas y Caicos desistieron de participar.
- Argentina
- Aruba
- Bahamas
- Brasil
- Canadá
- Colombia
- Cuba
- Curazao
- El Salvador
- Estados Unidos
- Guatemala
- Islas Vírgenes Británicas
- México
- Panamá
- Perú
- Puerto Rico
- República Dominicana
- Venezuela

## Emparejamiento
La distribución de las selecciones fue presentada oficialmente el 20 de julio.
| Grupo A        | Ranking | 2013 |                           | Grupo B | Ranking | 2013 |
| -------------- | ------- | ---- | ------------------------- | ------- | ------- | ---- |
| Estados Unidos | 2       | 1ro  | Canadá                    | 3       | 2do     |      |
| Venezuela      | 16      | 9no  | México                    | 10      | 7mo     |      |
| Colombia       | 33      | 8vo  | Argentina                 | 30      | 10mo    |      |
| El Salvador    | SR      | NP   | Islas Vírgenes Británicas | SR      | NP      |      |
| Curazao        | SR      | NP   | Jamaica                   | SR      | NP      |      |

| Grupo C   | Ranking | 2013 |                       | Grupo D | Ranking | 2013 |
| --------- | ------- | ---- | --------------------- | ------- | ------- | ---- |
| Brasil    | 11      | 6to  | República Dominicana  | 24      | 5to     |      |
| Cuba      | 15      | 3ro  | Puerto Rico           | 7       | 4to     |      |
| Guatemala | 20      | 11vo | Perú                  | 21      | 13ro    |      |
| Bahamas   | SR      | NP   | Aruba                 | SR      | 12do    |      |
| Panamá    | SR      | NP   | Islas Turcas y Caicos | SR      | NP      |      |

- Nota: L=local. SR=sin ranking. NP=no participó

La presencia de 5 selecciones Top-12 del ranking, otorgará la máxima cantidad posible de puntos al equipo campeón: 500 puntos. Igualmente, la presencia de 8 equipos no ranqueados, les asegura su aparición en la próxima publicación del ranking.

## Formato
Las 20 selecciones disputaran una fase de grupos de 5 equipos cada uno, bajo el sistema de todos contra todos. Los dos mejores de cada grupo clasifican a la ronda de campeonato, que se disputará bajo el Sistema de eliminación Page; mientras que las restantes selecciones disputarán la ronda de colocación.
En todos los partidos se estipuló la regla de piedad, identificada bajo la terminología de la WBSC como regla de carreras de ventaja. Para el torneo panamericano, cuando un partido con 15 o más carreras de diferencia con tres entradas completas, 10 carreras para cuatro entradas, o 7 carreras para 5 entradas o más entradas; implicará la terminación del mismo.

## Ronda de apertura
La ronda de apertura se jugará entre el 4 y el 10 de agosto.
- Los horarios corresponden al huso horario de Santo Domingo (UTC -04:00)

### Grupo A
| Equipo               | G | P | Av    | Dif |
| -------------------- | - | - | ----- | --- |
| Estados Unidos       | 8 | 0 | 1.000 | -   |
| Venezuela            | 7 | 1 | 0.875 | 1   |
| Puerto Rico          | 6 | 2 | 0.750 | 2   |
| República Dominicana | 5 | 3 | 0.625 | 3   |
| Curazao              | 4 | 4 | 0.500 | 4   |
| Aruba                | 3 | 5 | 0.375 | 5   |
| Colombia             | 2 | 6 | 0.250 | 6   |
| Perú                 | 1 | 7 | 0.125 | 7   |
| El Salvador          | 0 | 8 | 0.000 | 8   |

     – Clasifica a la ronda de campeonato.

     – Eliminado.
| Fecha        | Hora  | Visitante            | Resultado | Local                |
| ------------ | ----- | -------------------- | --------- | -------------------- |
| 4 de agosto  | 14:30 | Colombia             | 1-8 (5i)  | Venezuela            |
| 4 de agosto  | 17:00 | Estados Unidos       | 10-0 (4i) | El Salvador          |
| 4 de agosto  | 21:00 | Aruba                | 0-10 (4i) | República Dominicana |
| 5 de agosto  | 08:30 | Curazao              | 0-14 (4i) | Estados Unidos       |
| 5 de agosto  | 11:00 | Puerto Rico          | -         | Curazao              |
| 5 de agosto  | 11:00 | Perú                 | -         | Estados Unidos       |
| 5 de agosto  | 13:30 | Perú                 | -         | Aruba                |
| 5 de agosto  | 16:00 | Aruba                | -         | Puerto Rico          |
| 5 de agosto  | 21:00 | Venezuela            | -         | Panamá               |
| 6 de agosto  | 08:30 | Colombia             | 1-3       | Curazao              |
| 6 de agosto  | 11:00 | Venezuela            | 6-1       | Aruba                |
| 6 de agosto  | 16:00 | Puerto Rico          | 12-0 (4i) | El Salvador          |
| 6 de agosto  | 18:30 | República Dominicana | 10-0 (4i) | Perú                 |
| 6 de agosto  | 21:00 | Estados Unidos       | 16-0 (3i) | Perú                 |
| 7 de agosto  | 11:00 | Curazao              | 8-1 (5i)  | Aruba                |
| 7 de agosto  | 11:00 | Colombia             | 5-3       | El Salvador          |
| 7 de agosto  | 13:30 | Puerto Rico          | 7-0 (5i)  | Curazao              |
| 7 de agosto  | 16:00 | Venezuela            | 1-0       | Puerto Rico          |
| 7 de agosto  | 18:30 | República Dominicana | 0-7 (5i)  | Estados Unidos       |
| 7 de agosto  | 18:30 | Venezuela            | 11-1 (4i) | Perú                 |
| 7 de agosto  | 21:00 | Perú                 | 4-2       | El Salvador          |
| 8 de agosto  | 08:30 | Aruba                | 8-4       | El Salvador          |
| 8 de agosto  | 11:00 | Curazao              | 7-5       | Perú                 |
| 8 de agosto  | 13:30 | Venezuela            | 0-6       | Estados Unidos       |
| 8 de agosto  | 16:00 | Colombia             | 0-6       | Puerto Rico          |
| 8 de agosto  | 18:30 | Puerto Rico          | 3-1       | República Dominicana |
| 8 de agosto  | 21:00 | República Dominicana | 7-0 (5i)  | Colombia             |
| 8 de agosto  | 21:00 | El Salvador          | 4-5       | Curazao              |
| 9 de agosto  | 08:30 | Perú                 | 3-4       | Colombia             |
| 9 de agosto  | 11:00 | Curazao              | 0-5       | Venezuela            |
| 9 de agosto  | 13:30 | Estados Unidos       | 16-1 (3i) | Aruba                |
| 9 de agosto  | 16:00 | Estados Unidos       | 4-1       | Puerto Rico          |
| 9 de agosto  | 18:30 | El Salvador          | 0-2       | República Dominicana |
| 9 de agosto  | 18:30 | Perú                 | 0-8 (5i)  | Aruba                |
| 9 de agosto  | 21:00 | Venezuela            | 5-0       | República Dominicana |
| 10 de agosto | 08:30 | El Salvador          | 0-7 (5i)  | Venezuela            |
| 10 de agosto | 11:00 | Aruba                | 3-1       | Colombia             |
| 10 de agosto | 14:00 | Estados Unidos       | 10-1 (5i) | Colombia             |
| 10 de agosto | 16:00 | Perú                 | 0-16 (3i) | Puerto Rico          |
| 10 de agosto | 18:30 | Curazao              | 1-8 (6i)  | República Dominicana |
| 10 de agosto | 21:00 | Aruba                | 0-11      | Puerto Rico          |

### Grupo B
| Equipo                    | G | P | Av    | Dif |
| ------------------------- | - | - | ----- | --- |
| Canadá                    | 8 | 0 | 1.000 | -   |
| México                    | 7 | 1 | 0.875 | 1   |
| Cuba                      | 6 | 2 | 0.750 | 2   |
| Brasil                    | 5 | 3 | 0.625 | 3   |
| Argentina                 | 4 | 4 | 0.500 | 4   |
| Guatemala                 | 3 | 5 | 0.375 | 5   |
| Panamá                    | 1 | 7 | 0.125 | 7   |
| Bahamas                   | 1 | 7 | 0.125 | 7   |
| Islas Vírgenes Británicas | 1 | 7 | 0.125 | 7   |

     – Clasifica a la ronda de campeonato.

     – Eliminado.
| Fecha        | Hora  | Visitante                 | Resultado | Local                     |
| ------------ | ----- | ------------------------- | --------- | ------------------------- |
| 4 de agosto  | 12:00 | Canadá                    | 15-0 (3i) | Bahamas                   |
| 4 de agosto  | 12:00 | Cuba                      | 15-0 (3i) | Islas Vírgenes Británicas |
| 4 de agosto  | 14:30 | Brasil                    | 2-1       | Guatemala                 |
| 4 de agosto  | 17:00 | México                    | 8-0 (5i)  | Argentina                 |
| 4 de agosto  | 21:00 | Panamá                    | 6-7       | Argentina                 |
| 5 de agosto  | 08:30 | Bahamas                   | 6-5       | Panamá                    |
| 5 de agosto  | 13:30 | Argentina                 | -         | Brasil                    |
| 5 de agosto  | 16:00 | Islas Vírgenes Británicas | -         | Canadá                    |
| 5 de agosto  | 18:30 | Guatemala                 | -         | Cuba                      |
| 5 de agosto  | 18:30 | Canadá                    | -         | México                    |
| 6 de agosto  | 08:30 | Cuba                      | 10-0 (4i) | Panamá                    |
| 6 de agosto  | 11:00 | Canadá                    | 4-0       | Guatemala                 |
| 6 de agosto  | 13:30 | Argentina                 | 10-0 (4i) | Guatemala                 |
| 6 de agosto  | 13:30 | Brasil                    | 13-1 (4i) | Bahamas                   |
| 6 de agosto  | 16:00 | México                    | 17-0 (3i) | Islas Vírgenes Británicas |
| 6 de agosto  | 21:00 | Argentina                 | 6-7 (9i)  | Brasil                    |
| 6 de agosto  | 21:00 | Canadá                    | 4-3       | México                    |
| 7 de agosto  | 08:30 | México                    | 11-1 (4i) | Panamá                    |
| 7 de agosto  | 08:30 | Argentina                 | 12-2 (4i) | Bahamas                   |
| 7 de agosto  | 08:30 | Cuba                      | 7-0 (5i)  | Guatemala                 |
| 7 de agosto  | 11:00 | Guatemala                 | 10-1 (5i) | Islas Vírgenes Británicas |
| 7 de agosto  | 13:30 | Brasil                    | 0-9 (5i)  | Canadá                    |
| 7 de agosto  | 16:00 | Cuba                      | 9-0 (5i)  | Brasil                    |
| 8 de agosto  | 08:30 | Argentina                 | 1-8 (5i)  | Canadá                    |
| 8 de agosto  | 11:00 | México                    | 2-0       | Cuba                      |
| 8 de agosto  | 13:30 | Guatemala                 | 7-0 (6i)  | Panamá                    |
| 8 de agosto  | 16:00 | Islas Vírgenes Británicas | 3-1       | Bahamas                   |
| 8 de agosto  | 18:30 | Panamá                    | 18-0 (3i) | Islas Vírgenes Británicas |
| 9 de agosto  | 08:30 | Islas Vírgenes Británicas | 0-11 (4i) | Canadá                    |
| 9 de agosto  | 08:30 | Brasil                    | 1-8 (5i)  | México                    |
| 9 de agosto  | 11:00 | Islas Vírgenes Británicas | 1-16 (3i) | Argentina                 |
| 9 de agosto  | 11:00 | Bahamas                   | 0-7 (5i)  | México                    |
| 9 de agosto  | 13:30 | Canadá                    | 8-0 (5i)  | Cuba                      |
| 9 de agosto  | 16:00 | Panamá                    | 0-7 (5i)  | Brasil                    |
| 10 de agosto | 08:30 | Cuba                      | 2-0       | Argentina                 |
| 10 de agosto | 11:00 | Bahamas                   | 0-11 (4i) | Cuba                      |
| 10 de agosto | 14:00 | Islas Vírgenes Británicas | 1-14 (4i) | Brasil                    |
| 10 de agosto | 16:00 | Guatemala                 | 0-12 (4i) | México                    |
| 10 de agosto | 18:30 | Panamá                    | 0-11 (4i) | Canadá                    |
| 10 de agosto | 21:00 | Guatemala                 | 9-2       | Bahamas                   |

## Ronda de campeonato
| Fecha        | Juego | Hora  | Visitante      | Resultado | Local                |
| ------------ | ----- | ----- | -------------- | --------- | -------------------- |
| 11 de agosto | C3    | 11ː00 | Estados Unidos | 2-7 (8i)  | México               |
| 11 de agosto | C4    | 13ː30 | Canadá         | 2-1       | Venezuela            |
| 11 de agosto | C1    | 16ː00 | Puerto Rico    | 2-0       | Brasil               |
| 11 de agosto | C2    | 18ː30 | Cuba           | 2-0       | República Dominicana |
|              |       |       |                |           |                      |
| 12 de agosto | C5    | 11ː00 | Estados Unidos | 4-0       | Puerto Rico          |
| 12 de agosto | C6    | 13ː30 | Venezuela      | 4-0       | Cuba                 |
| 12 de agosto | C7    | 16ː00 | México         | 5-0       | Canadá               |
|              |       |       |                |           |                      |
| 12 de agosto | C8    | 18ː30 | Estados Unidos | 8-2       | Venezuela            |
|              |       |       |                |           |                      |
| 13 de agosto | C11   | 11ː00 | Puerto Rico    | 1-0       | Cuba                 |
|              |       |       |                |           |                      |
| 13 de agosto | C9    | 13ː30 | Estados Unidos | 11-3 (5i) | Canadá               |
|              |       |       |                |           |                      |
| 13 de agosto | C10   | 16ː00 | Estados Unidos | 9-0 (5i)  | México               |

|  | Semifinal | Semifinal      | Semifinal      |    |  | Tercer puesto | Tercer puesto | Tercer puesto |  |                | Final | Final  | Final |
|  |           |                |                |    |  |               |               |               |  |                |       |        |       |
|  | 2         | México         | 5              |    |  |               |               |               |  |                |       |        |       |
|  | 1         | Canadá         | 0              |    |  |               |               |               |  |                |       | México | 0     |
|  |           |                |                |    |  | Canadá        | 3             |               |  | Estados Unidos | 9     |        |       |
|  |           |                | Estados Unidos | 11 |  |               |               |               |  |                |       |        |       |
|  | 4         | Venezuela      | 2              |    |  |               |               |               |  |                |       |        |       |
|  | 3         | Estados Unidos | 8              |    |  |               |               |               |  |                |       |        |       |

## Posiciones finales
La siguiente tabla muestra las posiciones finales de los equipos nacionales, la cantidad de puntos a acumular en el ranking, así como los clasificados para las distintas competencias.
|    | Estados Unidos            | 11-1 | 500 | Campeonato Mundial                   | Juegos Panamericanos |                                      |
|    | México                    | 9-2  | 474 | Juegos Centroamericanos y del Caribe |                      |                                      |
|    | Canadá                    | 9-2  | 447 |                                      |                      |                                      |
| 4  | Venezuela                 | 8-3  | 421 | Juegos Centroamericanos y del Caribe |                      |                                      |
| 5  | Puerto Rico               | 8-3  | 394 |                                      |                      |                                      |
| 6  | Cuba                      | 7-4  | 368 |                                      |                      |                                      |
| 7  | República Dominicana      | 5-4  | 341 |                                      |                      |                                      |
| 8  | Brasil                    | 5-4  | 315 |                                      |                      |                                      |
| 9  | Argentina                 | 4-4  | 288 |                                      |                      |                                      |
| 10 | Curazao                   | 4-4  | 262 |                                      |                      | Juegos Centroamericanos y del Caribe |
| 11 | Guatemala                 | 3-5  | 235 |                                      |                      |                                      |
| 12 | Aruba                     | 3-5  | 209 |                                      |                      |                                      |
| 13 | Colombia                  | 2-6  | 182 |                                      |                      |                                      |
| 14 | Panamá                    | 1-7  | 156 |                                      |                      |                                      |
| 15 | Perú                      | 1-7  | 129 |                                      |                      |                                      |
| 16 | Bahamas                   | 1-7  | 103 |                                      |                      |                                      |
| 17 | Islas Vírgenes Británicas | 1-7  | 76  |                                      |                      |                                      |
| 18 | El Salvador               | 0-8  | 50  |                                      |                      |                                      |